# Красова, Вера Викторовна
Ве́ра Ви́кторовна Кра́сова (род. 11 декабря 1987, Москва, РСФСР, СССР) — российская телеведущая и журналист, финалистка конкурса «Мисс Вселенная 2008», С 2013 года работает на телеканале «Россия-24» и с октября 2021 года ведущая утренней программы «Утро России» на канале «Россия-1».

## Биография
Родилась 11 декабря 1987 года в Москве.
В 2002 году, после окончания школы, поступила в Московский строительный техникум, а после — в Московскую академию коммунального хозяйства и строительства. В 2009 году окончила академию, а также Высшую национальную школу телевидения. С 2006 по 2007 год работала специалистом по жилищно-коммунальному хозяйству в одной из московских управ.
В 2007 году приняла участие в конкурсе «Мисс Москва 2007», где получила титул «Первая вице-мисс Москва 2007». В декабре 2007 года приняла участие в конкурсе «Мисс Россия 2007», где стала «Второй вице-мисс Россия». Войдя в тройку победительниц, получила право представлять Россию на международном конкурсе «Мисс Вселенная 2008», который состоялся 13 июля 2008 года во Вьетнаме. На конкурсе вошла в пятёрку финалисток и получила титул «Вице-мисс Вселенная», заняв четвёртое место.

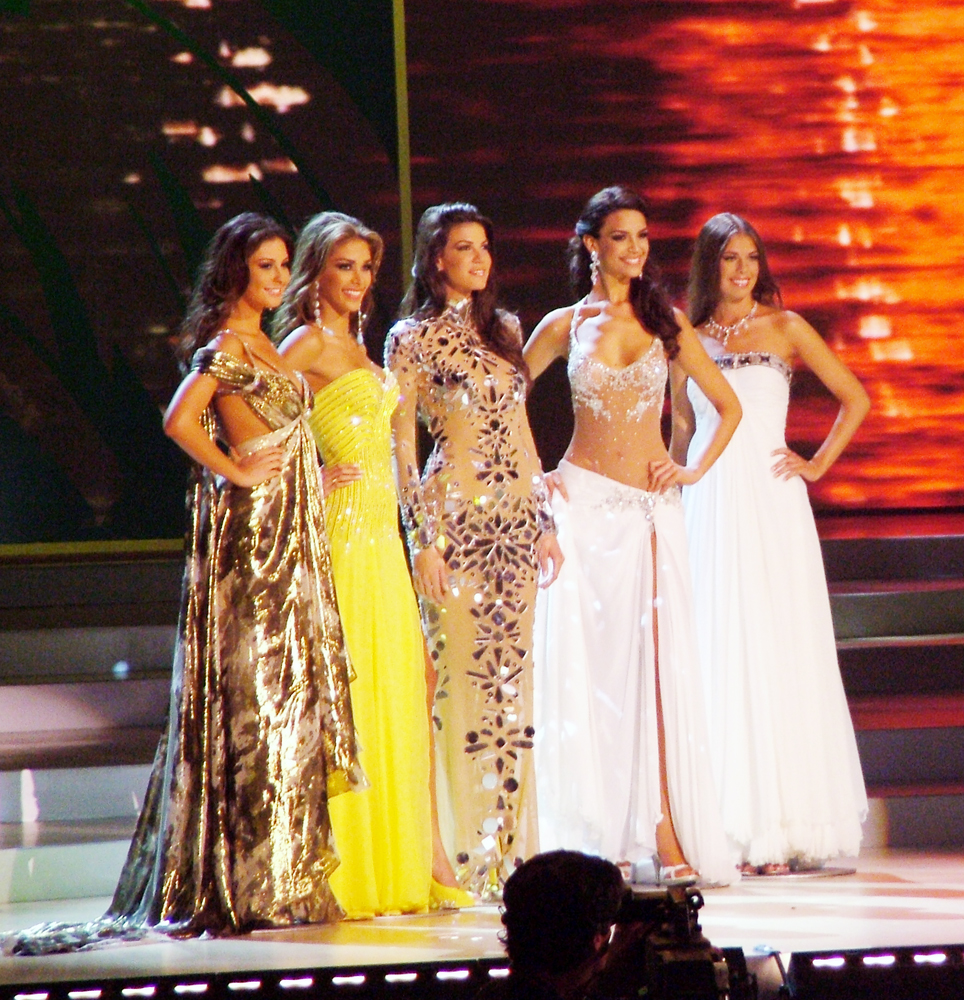
Мисс Вселенная 2008, пятёрка финалисток

В 2009 году стала официальным представителем национального конкурса «Мисс Россия» и руководителем благотворительных проектов конкурса.
7 марта 2009 года вместе с телеведущим Иваном Ургантом вела конкурс «Мисс Россия 2009».
19 июня 2009 года открывала седьмой благотворительный Венский бал в Москве.
В мае 2011 года стала ведущей информационных программ на Love Radio.

### Телевидение
С 2011 по 2012 год работала ведущей Всероссийской государственной лотереи «Гослото».
В 2012 году — ведущая телепроекта «Вечная жизнь» на телеканале «Россия-2».
С октября 2012 по июль 2013 года была ведущей программ «Вести. Ру» и «Вести. Ру. Пятница» на телеканалах «Россия-2» и «Россия 24».
С мая 2013 года — журналист круглосуточного информационного телеканала «Россия-24». Ведёт выпуски новостей экономики и комментирует аналитические материалы экономической тематики, с августа 2013 года периодически ведёт линейный эфир выпусков новостей. В ноябре 2013 года дебютировала в качестве репортёра, в декабре 2013 года — автора и ведущей одного из выпусков программы «Проекты развития». С февраля 2015 по май 2017 года — ведущая и корреспондент программы «Энергетика».
С октября 2013 года по 2014 год — ведущая телеканала «360° Подмосковье» (до 19 мая 2014 года — «Подмосковье»), где являлась ведущей рубрики «Интервью 360°» и соведущей программ «Отдых 360°» и «Четыре реки».
12 июня 2014 года была одной из ведущих праздничного концерта «День России в Крыму».
14 апреля 2016 года и 15 июня 2017 года в качестве помощницы ведущих участвовала в проведении программы «Прямая линия с Владимиром Путиным».
С 11 сентября 2020 года — ведущая программы «Сенат» на канале «Россия-24».
С 6 октября 2021 года — ведущая утренней программы «Утро России» на канале «Россия-1», временно заменяла Елену Николаеву.